# Arrondissement Sarreguemines
Sarreguemines is een arrondissement van het Franse departement Moselle in de regio Grand Est. De onderprefectuur is Sarreguemines.

## Kantons
Het arrondissement is samengesteld uit de volgende kantons:
- Kanton Bitche
- Kanton Sarreguemines

en het oostelijke deel van het kanton Sarralbe